# Victoria de Durango
Victoria de Durango oder nur Durango ist die ca. 520.000 Einwohner zählende Hauptstadt des gleichnamigen mexikanischen Bundesstaates Durango sowie des Municipio Durango und Sitz eines Erzbistums. Der heutige Name setzt sich aus dem Namen des ersten mexikanischen Präsidenten Guadalupe Victoria und dem Namen der Provinz zusammen. Das historische Zentrum der Stadt ist im Jahr 2010 als Teil des Camino Real de Tierra Adentro von der UNESCO als Weltkulturerbe eingestuft worden.

## Lage und Klima
Die Stadt Durango liegt im waldreichen Valle de Guadiana etwa 875 km (Fahrtstrecke) nordwestlich von Mexiko-Stadt in einer Höhe von ca. 1880 m. Das Klima ist trocken und warm („Steppenklima“); Regen (ca. 465 mm/Jahr) fällt nahezu ausschließlich im Sommerhalbjahr.

## Bevölkerungsentwicklung
| Jahr      | 2000    | 2005    | 2010    |
| Einwohner | 427.135 | 463.830 | 518.709 |

Der überwiegende Teil der Bevölkerung ist indianischer Abstammung, aber es gibt auch zahlreiche Mestizen.

## Wirtschaft
Landwirtschaft (v. a. Maisanbau) und Bergwerke (Gold, Silber, Blei et.) bilden die Lebensgrundlagen der Stadt, die aber auch von der Industrie und vom Handel bzw. Zwischenhandel mit der Pazifikküste (Mazatlán) einerseits und den Großstädten Nordmexikos (Chihuahua, Monterrey u. a.) andererseits lebt. Daneben gibt es verschiedene, höhere Bildungseinrichtungen, darunter mehrere Universitäten.

## Geschichte
Durango wurde vom Conquistador Francisco de Ibarra am 8. Juli 1563 als Villa de Durango gegründet und nach der baskischen Stadt gleichen Namens benannt. Franziskanerbrüder und seit 1590 die Jesuiten bemühten sich um die Christianisierung der Indianer Nordmexikos. Bereits im Jahr 1620 entstand unter Papst Paul V. das Bistum Durango, welches im Jahr 1891 unter Leo XIII. zum Erzbistum erhoben wurde. In Durango entwickelte sich zu Beginn des 20. Jahrhunderts der später landesweite Widerstand gegen den Diktator Victoriano Huerta.

## Söhne und Töchter der Stadt
- Francisco Zarco (1829–1869), Journalist und Politiker
- Ricardo García Granados (1851–1930), Ingenieur, Ökonom, Politiker, Diplomat und Historiker
- Karl Wilmanns (1873–1945), deutscher Neurologe und Psychiater
- Hugo Meyer-Delius (1877–1965), deutscher Kinderarzt
- Richard Wilmanns (1880–1958), deutscher Arzt an der Westfälischen Diakonissenanstalt Sarepta in Bethel
- Heinrich Möller (1882–1945), Schweizer Arzt und Kakteenforscher
- Ernst Wilmanns (1882–1960), deutscher Geschichtsdidaktiker
- Jesús Villareal y Fierro (1884–1965), Bischof
- Ángel Zárraga (1886–1946), Maler
- Carlos López y Valles (1887–1942), Schauspieler
- Ramón Novarro (1899–1968), Schauspieler
- Dolores del Río (1904–1983), Filmschauspielerin
- Ignatius Philip Trigueros Glennie SJ (1907–1993), Ordensgeistlicher, Bischof von Trincomalee
- Julio Bracho (1909–1978), Regisseur, Drehbuchautor und Schauspieler
- Armando Soto La Marina (1909–1983), Schauspieler
- Horacio Rentería Rocha (1912–1972), Maler
- Rafael Barraza Sánchez (1928–2020), katholischer Geistlicher, Bischof von Mazatlán
- Humberto Arrieta (* 1945), Fußballspieler
- Olga Appell (* 1963), US-amerikanische Langstreckenläuferin mexikanischer Herkunft
- Daniel Corral Núñez (* 1967), Fußballspieler
- José Luis López (* 1973), Boxer
- Jaime Correa (* 1979), Fußballspieler
- Marco Ortíz (* 1988), Fußballschiedsrichter
- Ana Paula de la Peña (* 1988), Tennisspielerin
- Joel Almeida (* 1991), Fußballtorhüter
- Victoria Rodríguez (* 1995), Tennisspielerin
- Diego Campillo (* 2001), Fußballspieler
- Karol Bernal (* 2003), Fußballspielerin

## Städtepartnerschaften
Victoria de Durango listet folgende zwölf Partnerstädte auf:
| Stadt                 | Land                            | seit |
| --------------------- | ------------------------------- | ---- |
| Durango               | Colorado, Vereinigte Staaten    | 2017 |
| Durango               | Euskadi, Spanien                | 2017 |
| Franklin Park         | Illinois, Vereinigte Staaten    | 2013 |
| Glendale              | Kalifornien, Vereinigte Staaten |      |
| Heroica Matamoros     | Tamaulipas, Mexiko              |      |
| Lagos de Moreno       | Jalisco, Mexiko                 | 2012 |
| Laredo                | Texas, Vereinigte Staaten       | 2012 |
| Mazatlán              | Sinaloa, Mexiko                 | 2014 |
| Mineral de La Reforma | Hidalgo, Mexiko                 |      |
| Nanjing               | Jiangsu, Volksrepublik China    |      |
| Ningbo                | Zhejiang, Volksrepublik China   | 2014 |
| Sacaba                | Cochabamba, Bolivien            | 2015 |
| Tehuacán              | Puebla, Mexiko                  |      |
| Torreón               | Coahuila, Mexiko                | 2012 |
| Zacatecas             | Mexiko                          | 2012 |